# Littéral (logique)
Pour les articles homonymes, voir Littéral.
En logique mathématique, un littéral est un atome (aussi appelé littéral positif) ou la négation d'un atome (aussi appelé littéral négatif).
En logique propositionnelle, une variable P est un littéral, de même que sa négation ¬P ; les formes normales disjonctives sont les disjonctions de conjonctions de littéraux, ainsi que les littéraux seuls, les disjonctions et conjonctions de littéraux, et les disjonctions de conjonctions et de littéraux.
Un littéral unitaire (resp. pur ou monotone) est un littéral apparaissant dans une clause unaire (resp. un littéral dont le litteral opposé n'apparait pas dans la formule).